# Szinvapark

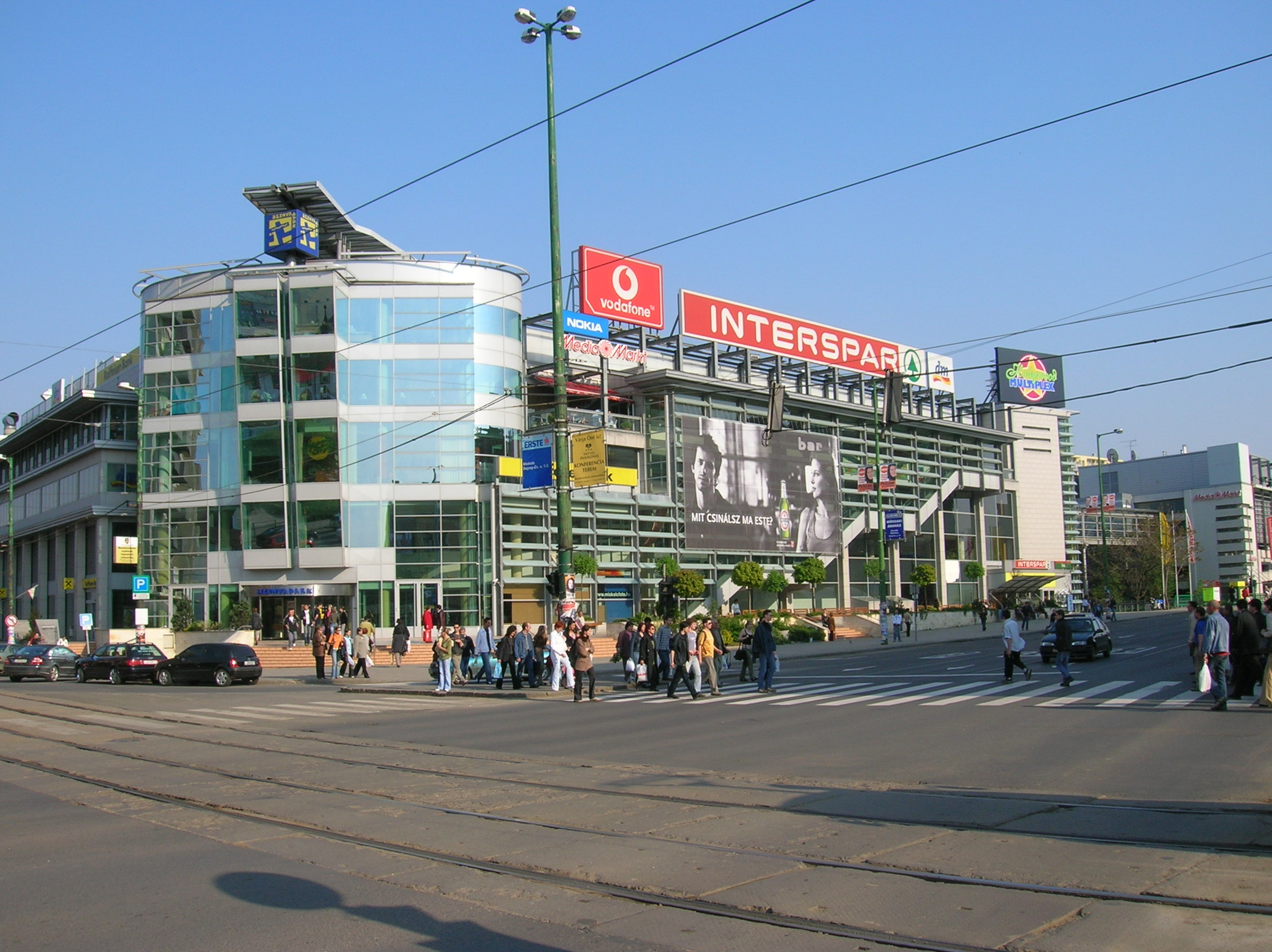
Utsidan av shoppingcentrumet

Szinvapark är ett av de två största shoppingcenter i Miskolc, Ungern. Szinvapark finns i stadsdelen Belváros, inte långt från rivalen Miskolc Plaza.
Trevåningshuset öppnades den 1 september 2000 och hade då 20 000 besökare varje dag. Det finns 70 butiker på en yta av 31 000 m², bland annat Media Markt, InterSpar, Raiffeisen Bank och Hollywood Multiplex. Det är även Raiffeisen bank som äger komplexet.
Szinvapark designades av József Viszlai och tog femton månader att bygga. Från början var det planerat att shoppingcentret skulle heta Ady brocenter, eftersom det ligger strax bredvid Adybron. De valde istället namnet Szinva eftersom det är namnet på floden som rinner igenom staden. Byggnaden består av två delar, en på varsin sida av floden Szinva, sammankopplade med en bro. I shoppingcentret finns bland annat en biograf och ett parkeringshus.

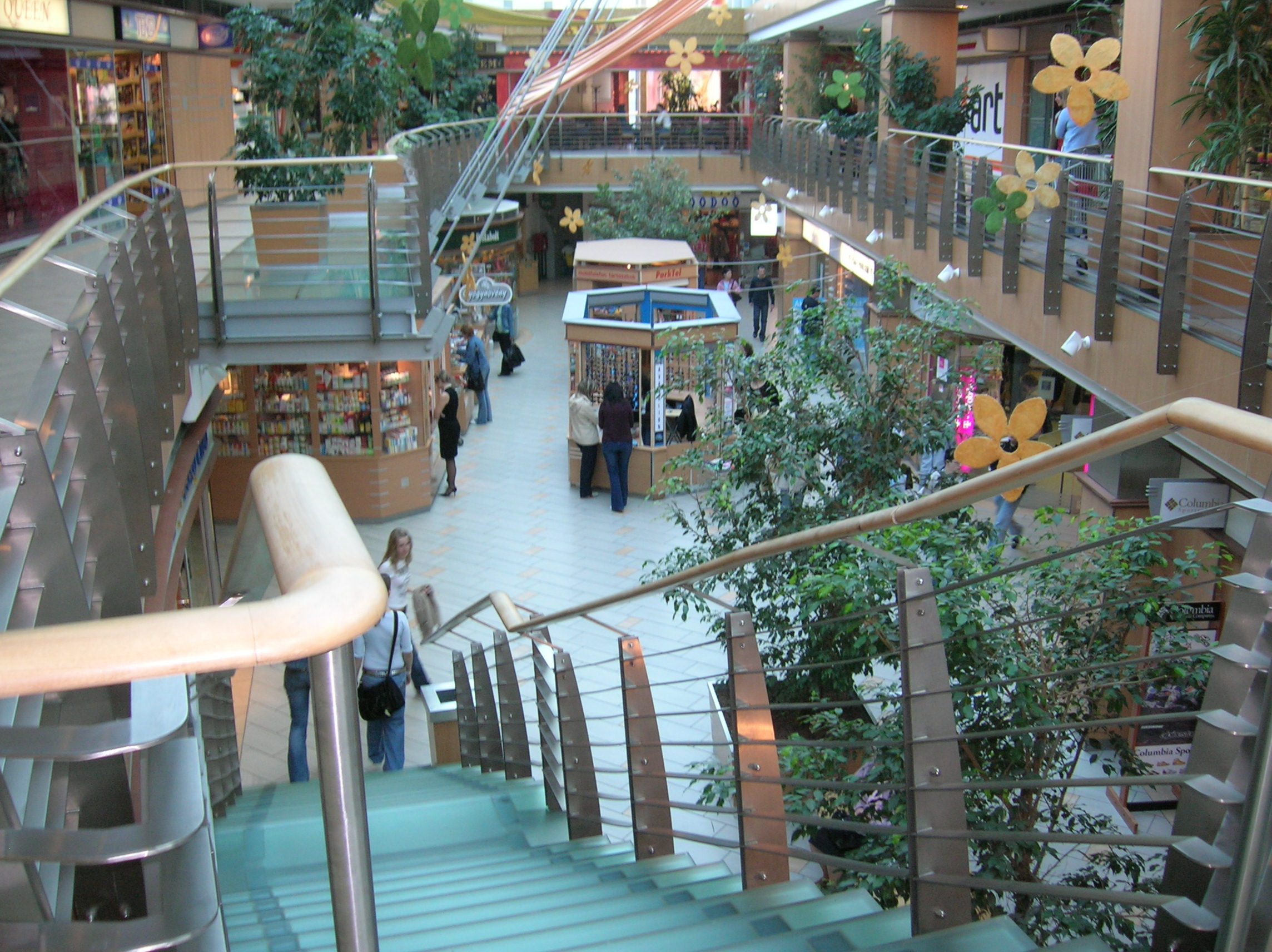
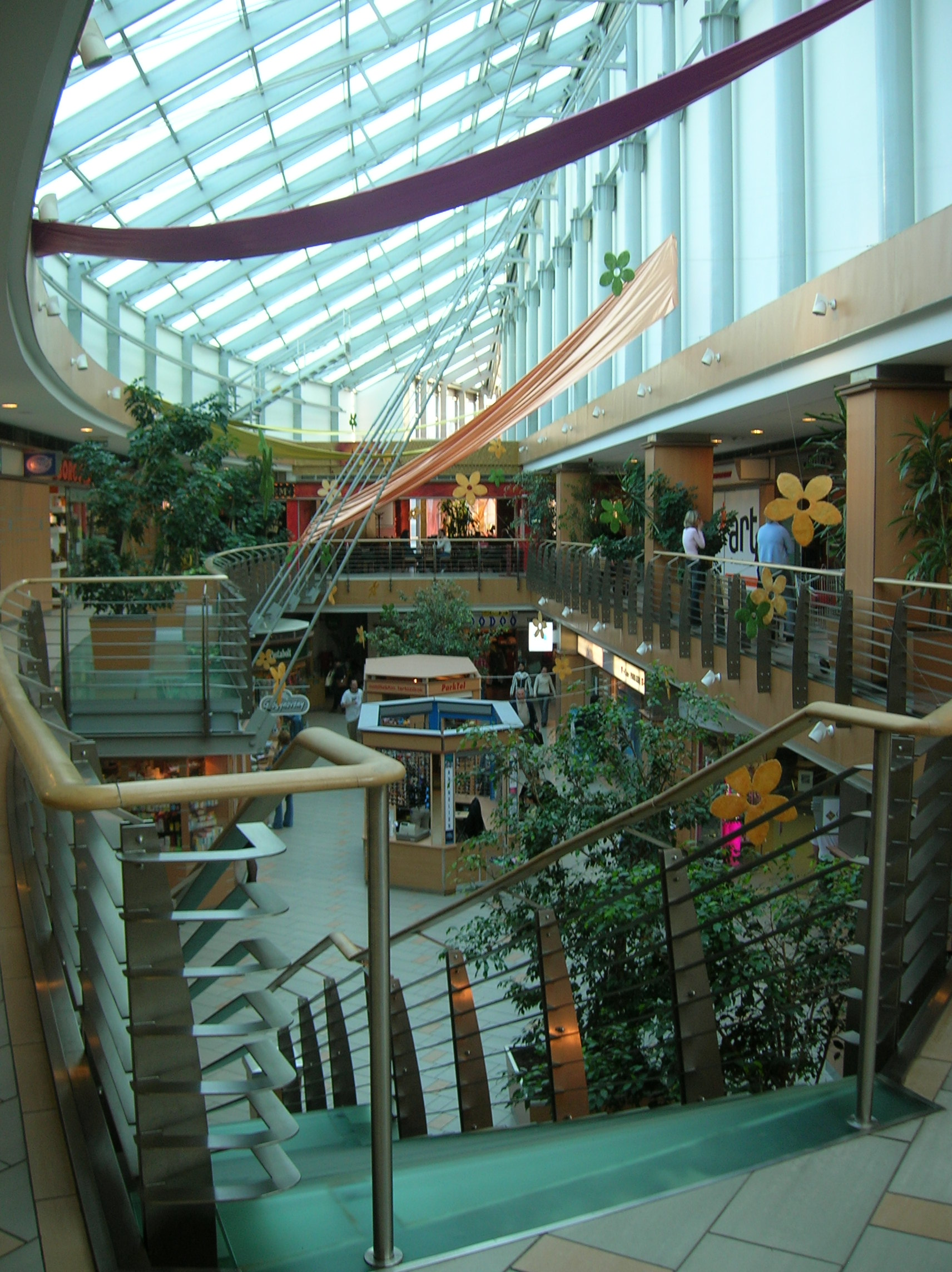
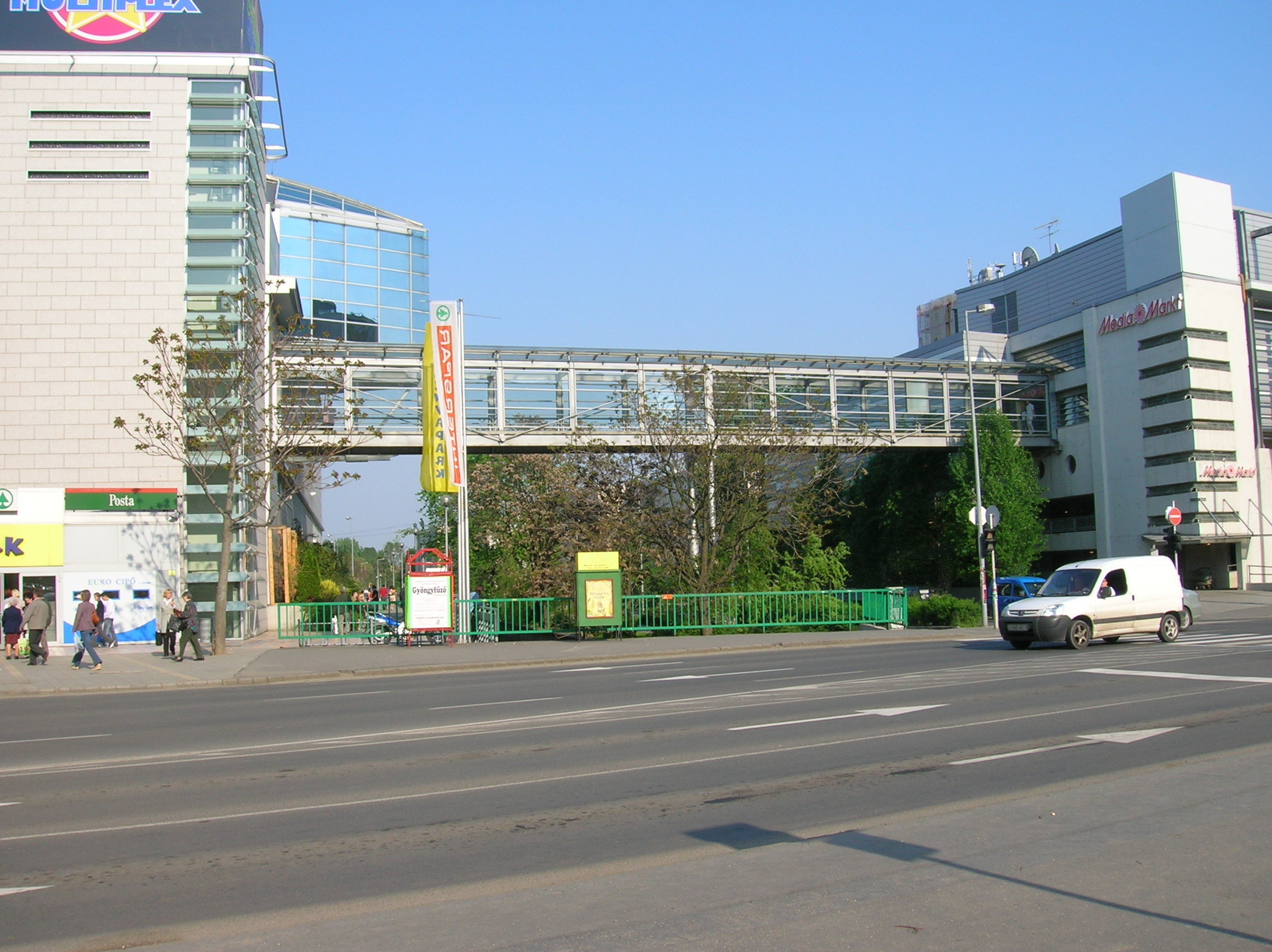
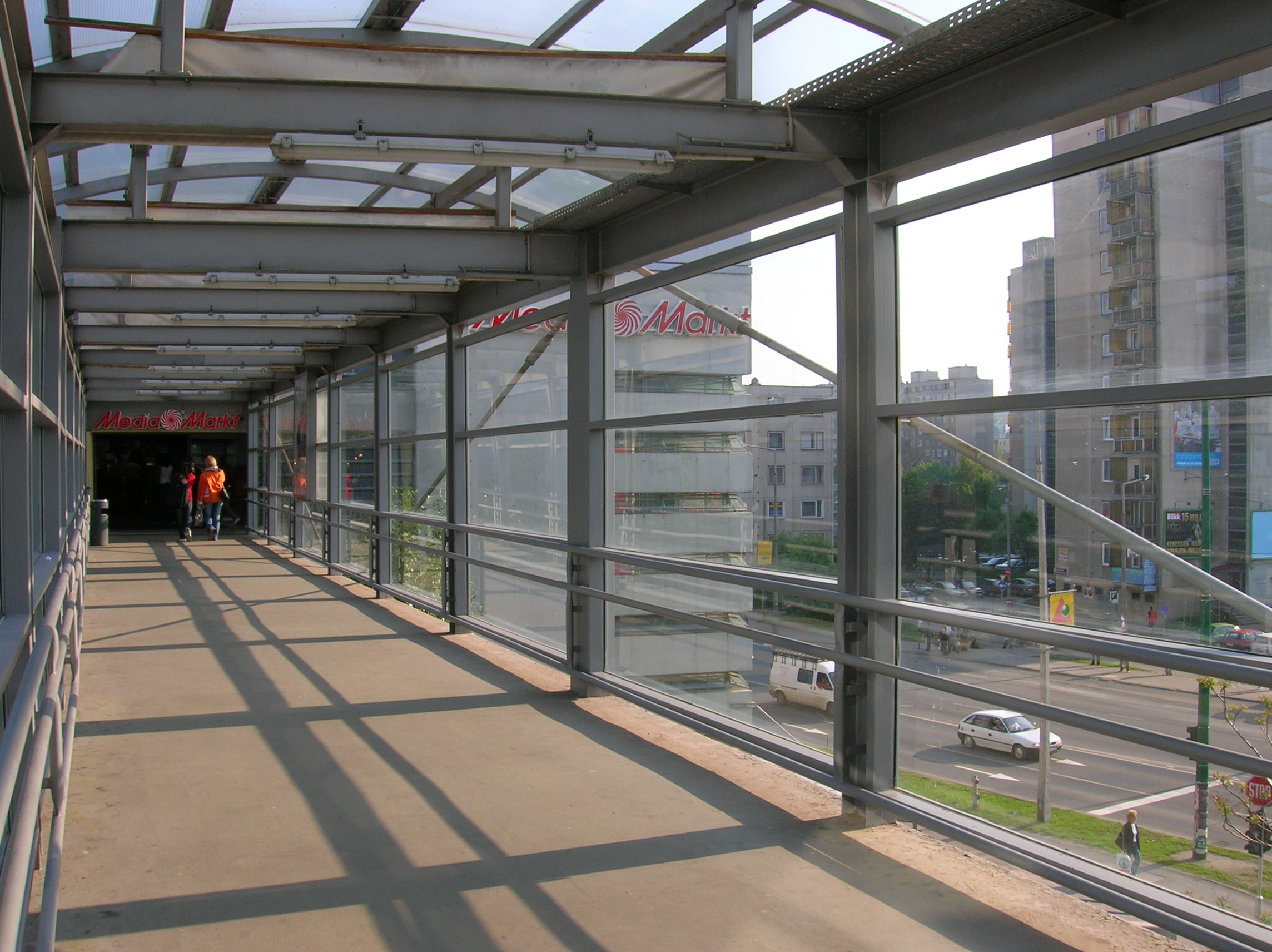